# 上訴
上訴（じょうそ）とは、訴訟法上の法律用語で、裁判に対する不服を理由として当該裁判の確定を遮断して（確定遮断効）上級の裁判所に新たな裁判を求める（移審効）不服申立てのことを言う。
憲法の裁判を受ける権利を具体化した制度の一つであるが、必ずしも常に認められるわけではなく、上訴の利益などの実体的要件や期間などの形式的要件を遵守することが必要であり、濫用的な行使には過料などの制裁が加えられることがある。また、前述の定義上、最上級の裁判所の裁判に対する上訴は観念し得ない。

## 上訴に似て非なるもの
異議移審効を有しないので上訴ではない。
特別上訴（特別上告及び特別抗告）及び非常上告確定遮断効を有しないので上訴ではない。
再審の請求確定遮断効を有せず、（そもそも完全に別の手続であるという意味で）移審効も有しないので上訴ではない。
準抗告簡易裁判所の裁判官の命令に対するものは上訴であるが、検察官、検察事務官又は司法警察職員の処分に対するものは、裁判に対して為されるものではないから上訴ではない。地方裁判所の裁判官の命令に対する準抗告は上級裁判所に対するものではないことから、上訴には該らない（あたらない、あてはまらない）ということになるのであろうか。

## 上訴の種類

### 第一審判決に対する上訴
- 控訴

### 控訴審判決に対する上訴
- 上告
- 上告受理の申立て
- 事件受理の申立
- （前述のように特別上告及び非常上告は上訴ではない）

### 決定又は命令に対する上訴
- 抗告（ただし抗告を認めず、事実上は一審制となっている手続もある。なお、日本国憲法は裁判に少なくとも二審制、あるいは三審制を保障していると言われている。）
- 準抗告（前述のように上訴の性質を有するのはその一部だけ）
- （許可抗告について、確定遮断効がないとするのが実務の取り扱いであり上訴でないと、確定遮断効を肯定する説に立つ場合は上訴といえる。）
- （前述のように特別抗告は上訴ではない）

## 上訴の構造

### 審判の方法
- 覆審制
- 続審制
- 事後審（審査審）制

### 審判におけるルール
- 不利益変更禁止の原則（刑事裁判の場合、原判決の刑より重くしてはならない（被告人や弁護人が上訴した場合。検察官が上訴したときは重くしてもよい）ことなど）

## 検察官の控訴・上告
検察官も被告人と同じく控訴又は上告をすることができる。
無罪判決に対する検察官の上訴は日本国憲法第39条の一事不再理ないし二重の危険により禁止されるとの見解があるが、日本の判例・通説では一審も控訴審も上告審も継続する一つの危険として禁止されないとの立場をとっている。

英米法においては古くから事実審の公判審理を一つの危険と考えており、無罪の評決は事件に対する最終判断であり、それに対して上訴はできないとしている。

### 冤罪疑惑があったことで、検察官の上訴が問題となった事件
弘前大学教授夫人殺人事件
一審で無罪。検察が上訴し、最高裁で懲役15年が確定。その後、別人が真犯人だと名乗り出たため、再審無罪となった。
八海事件
第二次二審で無罪。検察が上訴し、第三次二審で有罪になるも、第三次最高裁で無罪が確定。
名張毒ぶどう酒事件
一審で無罪。検察が上訴し、最高裁で死刑が確定。
甲山事件
一審で無罪。検察が上訴するも、無罪が確定。
東電OL殺人事件
一審で無罪。検察が上訴し、最高裁で無期懲役が確定。後に再審無罪となった。

### 下級審の無罪判決が世間[誰?]（世論、マスコミなど）から問題視され、検察官の上訴が余り問題視されなかった事件
森永ヒ素ミルク中毒事件
一審では企業関係者全員無罪。検察が上訴し、工場元製造課長1人のみ有罪確定。
リクルート事件
元官房長官に対して一審で無罪。検察が上訴し、最高裁で有罪確定。
薬害エイズ事件
元大学医学部長に対して一審で無罪。検察が上訴するも、公判中に認知症を患い公判停止となった後で被告人が死亡して公訴棄却。
ルーシー・ブラックマン事件
一審では他9件の類似事件を有罪とするも当事件で無罪。検察が上訴し、当事件について最高裁で一部有罪確定。
羽賀研二未公開株詐欺事件
羽賀研二らに対して一審で無罪。検察が上訴し、二審で有罪判決。最高裁で有罪確定。
また、付審判制度や検察審査会強制起訴制度で下級審が無罪判決について上訴することは同様に余り問題視されていない。